# Shot of Love
Shot of Love is het 21e studio-album van Bob Dylan, uitgebracht op 12 augustus 1981 op Columbia Records. Het is het derde album van Dylans christelijke drieluik, na voorgangers Slow Train Coming en Saved. De meeste nummers kwamen tot stand in de lange periode van herfst 1980 tot mei 1981. Dylan probeerde meerdere studio's uit en nam een 40-tal nummers op.  Shot of Love is minder dogmatisch als zijn voorganger en bevat zelfs een niet-christelijk nummer, "Lenny Bruce" als eerbetoon aan de 15 jaar eerder overleden stand-up comedian.

## Productie
De kern van de groep muzikanten met wie Dylan opnam bestond uit Tim Drummond op basgitaar, Jim Keltner op drums en Fred Tackett op gitaar. Allen hadden al meegespeeld op Dylans Gospel Tour. Nieuw waren toetsenist Benmont Tench, de gitaristen Steve Ripley en Danny Kortchmar en saxofonist Steve Douglas. Het gospelkoor bestond uit Regina McCrary, Clydie King, Carolyn Dennis en haar moeder Madelyn Quebec. Toevallige musici die meewerkten waren Ringo Starr, Ron Wood en Donald "Duck" Dunn, zij speelden mee op "Heart of Mine". Gitarist Andrew Gold verzorgde een gitaaroverdub in "Every Grain of Sand", dat in een akoestische versie al opgenomen was in september 1980.
Na meerdere studio's met verschillende producers geprobeerd te hebben, nam Dylan in april 1981 met Bumps Blackwell drie nummers op in de Peacock Records Studio in Los Angeles, waaronder de titelsong. Blackwell moest vanwege gezondheidsproblemen met de productie stoppen, waarna Chuck Plotkin in zijn eigen studio in Los Angeles de overige sessies produceerde. De overdub- en mixsessies liepen tot begin juni. 

## De nummers

### Track listing
Alle muziek en teksten zijn geschreven door Bob Dylan. 
| 1.                 | Shot of Love      | 4:18 |
| 2.                 | Heart of Mine     | 4:29 |
| 3.                 | Property of Jesus | 4:33 |
| 4.                 | Lenny Bruce       | 4:32 |
| 5.                 | Watered-Down Love | 4:10 |
| Totale duur: 22:02 |                   |      |

| 1.                 | The Groom's Still Waiting at the Altar | 4:04 |
| 2.                 | Dead Man, Dead Man                     | 4:03 |
| 3.                 | In the Summertime                      | 3:36 |
| 4.                 | Trouble                                | 4:32 |
| 5.                 | Every Grain of Sand                    | 6:12 |
| Totale duur: 22:27 |                                        |      |

### Outtakes
"You Changed My Life", "Need a Woman" en "Angelina" werden in 1991 uitgebracht op The Bootleg Series Volumes 1–3 (Rare & Unreleased) 1961–1991. "The Groom's Still Waiting at the Altar" werd in september 1981 als single uitgebracht, gekoppeld aan "Heart of Mine". "Caribbean Wind" verscheen  in 1985 op de cd-box Biograph. 
Op de herpersing uit 1985 werd "The Groom's Still Waiting At The Altar" toegevoegd als opener van kant 2.

## Hitnoteringen
Het album bereikte nummer 33 op de Billboard 200, nummer 6 op de UK Albums Chart en nummer 28 in Nederland.

## Kritiek
Het album werd over het algemeen slecht beoordeeld. Een uitzondering werd gemaakt voor "Every Grain of Sand", over de andere nummers had men geen goed woord over.
- MusicBrainz release group: 4491344e-1ffd-339d-a2c5-e6a369b4708e